# Catagramma cuyaba
Catagramma cuyaba är en fjärilsart som beskrevs av Dillon 1948. Catagramma cuyaba ingår i släktet Catagramma och familjen praktfjärilar. Inga underarter finns listade i Catalogue of Life.